# Prealpes suizos
Los Prealpes suizos (en alemán Schweizerische Voralpen; en francés Préalpes Suisses) son una sección del gran sector Alpes del noroeste, según la clasificación SOIUSA. Su pico más alto es Schilthorn, con 2970 m s. n. m.

## Localización
Desde el punto de vista orográfico se encuentran lejos de la cadena principal alpina, puesto que quedan al norte de los Alpes berneses y de los Alpes de Glaris, atravesando quince puertos de montaña alpinos.
Los Prealpes suizos empiezan al oeste del lago Lemán y del curso del Ródano, extendiéndose por el cantón de Vaud y de Friburgo. Desarrollándose hacia el este, afectan al cantón de Berna y llegan hasta el lago de Thun y el lago de Brienz. A continuación entran en territorio del cantón de Lucerna, el cantón de Obwalden, el cantón de Nidwalden y el cantón de Uri, manteniéndose al sur del lago de los Cuatro Cantones. Yendo más hacia el este, entran en el cantón de Schwyz, cantón de Zug, cantón de Glaris y afectan marginalmente al cantón de Zúrich al norte y el cantón de los Grisones al sur. Terminan a lo largo de la línea del Rin, afectando al cantón de San Galo, el cantón de Appenzell Rodas Interiores y el cantón de Appenzell Rodas Exteriores.

## Clasificación
La Partición de los Alpes del 1926 tenía ya una sección alpina definida como Prealpes suizos. La SOIUSA ha excluido algunas zonas septentrionales de la sección de los Prealpes suizos, que según la literatura geográfica suiza no pertenecen geográficamente al sistema alpino, sino a la meseta suiza.
Otras clasificaciones extienden los Alpes Berneses y los Alpes de Glaris de manera que incluye también las montañas aquí definidas como Prealpes suizos.

## Subdivisión
El Club Alpino Suizo distingue entre:
- Prealpes suizos occidentales formados por los Prealpes de Vaud y Friburgo y los Prealpes berneses
- Prealpes suizos centrales formados por los Prealpes de Lucerna y de Unterwald y de los Prealpes de Schwyz y de Uri
- Prealpes suizos orientales formados por los Prealpes de Appenzell y de San Galo.

Los Prealpes suizos tienen como código SOIUSA, I/B-14. La subdivisión de la SOIUSA en cinco subsecciones y doce supergrupos es la siguiente:
- Prealpes de Vaud y Friburgo
  - Prealpes de Vaud
  - Prealpes de Friburgo
- Prealpes Berneses
  - Prealpes de Simmental
  - Prealpes de Lauterbrunnental
  - Hohgant-Rothorn / Prealpes berneses del noroeste
- Prealpes de Lucerna y de Unterwald
  - Prealpes de Lucerna
  - Prealpes de Unterwald
- Prealpes de Schwyz y de Uri
  - Prealpes de Uri y de la Moutatal
  - Prealpes de Schwyz y de Zug
  - Prealpes de Wagital
- Prealpes de Appenzell y de San Galo
  - Churfirsten
  - Alpstein

## Cimas

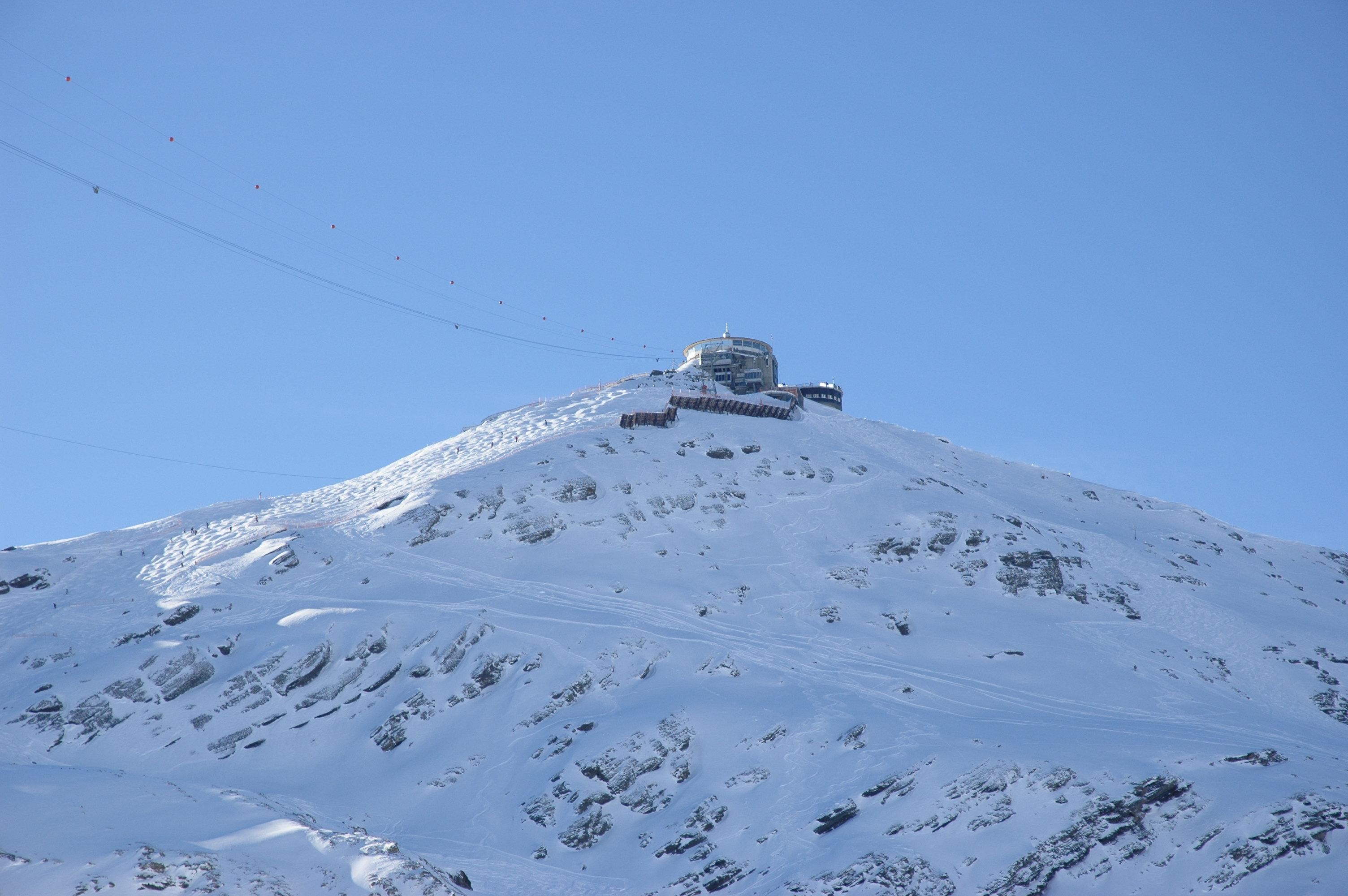
Cima del Schilthorn.

Algunas de las cimas más importantes son:
- Schilthorn - 2.970 m
- Schwalmere - 2.777 m
- Faulhorn - 2.681 m
- Säntis - 2.502 m
- Sulegg - 2.413 m
- Brienzer Rothorn - 2.350 m
- Männlichen - 2.343 m
- Morgenberghorn - 2.249 m
- Pilatus - 2.132 m
- Rigi - 1.797 m
- Harder Kulm - 1.322 m

## Puertos de montaña
Los pasos principales que afectan a los Prealpes suizos son:
- Kleine Scheidegg - 2.061 m
- Grosse Scheidegg - 1.962 m
- Col de la Croix - 1.778 m
- Pragelpass - 1.548 m
- Col du Pillon - 1.546 m
- Colle di Jaman - 1.516 m
- Jaunpass - 1.509 m
- Col des Mosses - 1.445 m
- Saanenmöser - 1.279 m
- Schwägalp - 1.278 m
- Wildhaus Pass - 1.090 m
- Passo di Brünig - 1.035 m